# Nanmuping
Nanmuping är en ort i Kina. Den ligger i provinsen Hunan, i den södra delen av landet, omkring 340 kilometer väster om provinshuvudstaden Changsha. Antalet invånare är 1 320.
Runt Nanmuping är det ganska tätbefolkat, med 222 invånare per kvadratkilometer. Närmaste större samhälle är Qiancheng, 16,4 km sydost om Nanmuping. I omgivningarna runt Nanmuping växer huvudsakligen savannskog.
Genomsnittlig årsnederbörd är 1 725 millimeter. Den regnigaste månaden är maj, med i genomsnitt 282 mm nederbörd, och den torraste är december, med 52 mm nederbörd.